# Turn Loose the Swans
Turn Loose the Swans (с англ. — «Свободный полёт лебедей») — второй студийный альбом британской дум-метал группы My Dying Bride, выпущенный 11 октября 1993 года на лейбле Peaceville Records. Альбом был переиздан в 2003 году и включал в себя три бонус-трека, а в 2013 году он был ремастирован.
В октябре 2011 года альбом был награждён золотой сертификацией Ассоциацией независимых музыкальных компаний (IMPALA), который показал продажи не менее 75000 копий релиза по всей Европе.

## Об альбоме
Вслед за выпуском релиза As the Flower Withers последовало большое турне по Великобритании и континентальной Европе, а в 1992 году My Dying Bride записали свой следующий мини-альбом под названием The Thrash of Naked Limbs. Планировался ещё один тур, но он был отменён, когда их нынешний барабанщик неудачно упал во время съёмок сопровождающего видео.
В 1993 году к группе присоединяется Мартин Пауэлл в качестве скрипача и клавишника, после чего My Dying Bride начали запись своего второго студийного альбома. С появлением в составе группы Мартина Пауэлла использование скрипки ещё больше возросло со времени их дебютного альбома As the Flower Withers.
Альбом Turn Loose the Swans был выпущен в 1993 году. В музыкальном плане альбом включал в основном элементы дум-метала, с добавлением скрипок, клавишных и разговорного/кричащего вокала, что было одной из вещей, которые способствовали определению британского жанра дэт/дум. В текстовом плане альбом был в основном описан как очень грустный и депрессивный.

## Промоушен
Впоследствии было запланирован тур по всей Европе, дабы закрепить положительные отзывы критиков о релизе. Во время тура группа переживала две разные автомобильные аварии. Поэтому их экскурсионный автобус был отправлен на ремонт, после чего пришлось брать новый. Однако он оказался слишком мал для всех музыкальных инструментов, что быть там, и участники должны были принести только самое необходимое для остальной части тура. Несмотря на автомобильные аварии, болезни и кражи, тур прошёл хорошо и имел большой успех.

## Список композиций
Все тексты написаны Аароном Стейнторпом, вся музыка написана участниками группы My Dying Bride.
| №                   | Название                | Перевод                 | Длительность |
| ------------------- | ----------------------- | ----------------------- | ------------ |
| 1.                  | «Sear Me MCMXCIII»      | Иссуши меня MCMXCIII    | 7:24         |
| 2.                  | «Your River»            | Твоя река               | 9:24         |
| 3.                  | «The Songless Bird»     | Немая птица             | 7:00         |
| 4.                  | «The Snow in My Hand»   | Снег в моих руках       | 7:09         |
| 5.                  | «The Crown of Sympathy» | Корона сострадания      | 12:15        |
| 6.                  | «Turn Loose the Swans»  | Свободный полёт лебедей | 10:08        |
| 7.                  | «Black God»             | Чёрный Бог              | 4:51         |
| Общая длительность: | Общая длительность:     | Общая длительность:     | 58:11        |

| №                   | Название                            | Перевод                          | Длительность |
| ------------------- | ----------------------------------- | -------------------------------- | ------------ |
| 8.                  | «Le Cerf Malade»                    | Больной олень                    | 6:31         |
| 9.                  | «Transcending (Into the Exquisite)» | Трансцендирование (в изысканное) | 8:39         |
| 10.                 | «Your Shameful Heaven» (Live)       | Твой безобразный рай             | 5:56         |
| Общая длительность: | Общая длительность:                 | Общая длительность:              | 79:07        |

## Участники записи
| My Dying Bride - Аарон Стейнторп — вокал, художественное оформление, фотограф - Эндрю Крэйган — гитара, художественное оформление - Кэлвин Робертшоу — гитара - Эдриан Джексон — бас-гитара - Мартин Пауэлл — скрипка, клавишные - Ричард Миа — барабаны | Приглашённые музыканты - Зена Чои — вокал («Black God») Производственный персонал - Роберт «Магс» Магулаган — продюсер, звукоинженер - Нил Саммервилль — мастеринг |